# Marawi (Sudan)
Marawi – miasto w Prowincji Północnej Sudanu, leżące na obrzeżach Nilu, 330 km na północ od Chartumu i 40 km na południe od Zapory Merowe. Prowincja, której jest stolicą, od północy graniczy z Egiptem. W mieście znajduje się port lotniczy Merowe.

## Klimat
Merowe znajduje się w obszarze klimatu zaliczanego do klimatów pustynnych. Średnia temperatura wynosi 29,2 °C, a średnioroczne opady – 25 mm. Jedynymi miesiącami, w których mogą wystąpić większe ilości opadów to okres od czerwca do września, lecz nawet wtedy nie pada dużo, bo do około 30–40 mm. Najgorętszym okresem również są miesiące od czerwca do września. Wtedy to temperatura zazwyczaj jest wyższa niż 30 °C, nawet do około 40 °C. Natomiast w pozostałych miesiącach temperatura rzadko przekracza 30 °C i zazwyczaj utrzymuje się przy około 20-25 °C.